# 圣罗曼 (奥地利)
圣罗曼（德語：Sankt Roman）是奥地利上奥地利州谢尔丁县的一个市镇。总面积32平方公里，总人口1803人，人口密度56.3人/平方公里（2005年）。